# Roman Iwanyczuk
Roman Iwanyczuk, ukr. Роман Іваничук (ur. 27 maja 1929 we wsi Tracz na Pokuciu, zm. 17 września 2016 we Lwowie) – ukraiński autor nowel, esejów, opowiadań i powieści. Znany przede wszystkim jako autor powieści historycznych. Znany działacz społeczny: współtwórca Towarzystwa Ukraińskiej Mowy oraz działacz Narodowego Ruchu Ukrainy, od 1960 członek Związku Pisarzy Ukrainy, w l. 1990-1994 deputowany do Rady Najwyższej. Laureat nagrody im. A. Hołowki (1979), państwowej nagrody im. T. Szewczenki (1985) oraz nagrody im. S. Mazepy (1999).

## Życiorys
Urodził się w 1929 roku we wsi Tracz na Pokuciu, w rodzinie wiejskiego nauczyciela. Duży wpływ na jego twórczość miał Wasyl Stefanyk, którym zachwycał się ojciec Iwanyczuka i zarazem jego pierwszy nauczyciel.
Uczęszczał do Gimnazjum w Kołomyi, a następnie rozpoczął studia na Uniwersytecie Lwowskim na kierunku filologicznym. Właśnie tam, w studenckim almanachu, został opublikowany jego pierwszy utwór, nowela Skyba zemli (1954), który otrzymał bardzo dobre recenzje. Również duży sukces odniósł jego pierwszy zbiór małej prozy Prut nese kryhu (1958 r.).
W 1968 zadebiutował jako autor powieści historycznych. Ukazał się wówczas jego utwór Malwy, okrzyknięty przez krytykę partyjną jako "historyczna powieść bez historii". Problematyka utworu dotyczyła historii narodu, miłości do własnego kraju i jego przeszłości jako wymiaru socjalnej i moralnej wartości człowieka, co wystarczyło, aby nazwać utwór buntowniczym. Akcja powieści toczy się w połowie XVII w., w przededniu oraz podczas wojny narodowo-wyzwoleńczej pod dowództwem Bogdana Chmielnickiego. Jest to historia tułaczki na obczyźnie zniewolonej Ukrainki – Marii i jej córki Sołomi, którą na Krymie przemianowała na Malwę, mając nadzieję, że tak jak przetrwały zaniesione przez wiatr z ukraińskich stepów malwy, tak również i jej córka przeżyje. Był to czas, gdy Ukraina walczyła z Imperium Osmańskim i Chanatem Krymskim. Zarówno jedno jak i drugie państwo miało w swoich szeregach niewolników ukraińskich, których wystawiało do walki przeciwko ich własnej ojczyźnie.
Natomiast powieść Czerlene wyno (1977 r.) przenosi czytelnika do piętnastowiecznej Galicji oraz na Wołyń, gdzie pojawia się zagrożenie polonizacji.
Cykliczność i umiejętność połączenia ze sobą wątków powieści nadaje im nieprzerwana czasowa ciągłość, gdzie dużą rolę odgrywają sławne wtedy, a dziś mało popularne postaci, wydarzenia zarówno doniosłe, jak i nieznane oficjalnej historii, ich zwolennicy, bez których i wielcy nie zostaliby wielkimi. Dlatego pisarz stara się przybliżyć te postaci, aby zaprowadzić sprawiedliwość, "wyrównać rachunki historii". Autor wybiera z narodowej historii nie tyle doniosłe wydarzenia, ale przede wszystkim ich społeczno-psychologiczne przesłanie.
Człowiek w powieściach Iwanyczuka jest duchowo spokrewniony z symbolicznie akcentowaną przestrzenią i czasem. Czas warunkuje jego zachowanie i cel. Człowiek odkrywa się w tych utworach, jakie w pewnym sensie są ideologicznymi powieściami próby, gdzie ważnym gat.-komp. czynnikiem staje się uświadomienie sobie idei czy dorastanie do niej.
Łącząc wszystkie powieści Iwanyczuka w jeden cykl, w jedną wielką powieść o rodzimej historii, można zauważyć, że wspólna dla nich jest nie tylko przeszłość, wspólne wydarzenia i bohaterowie, wszechobecne symbole i idee, ale przede wszystkim najwyraźniejsza staje się idea miłości do własnej ziemi i narodu jako sensu istnienia człowieka.
W 1999 otrzymał honorowe obywatelstwo Lwowa.

## Wybrane utwory Romana Iwanyczuka
- Kraj bytoho szlachu, 1962;
- Misto, 1977;
- Siome nebo, 1985;
- Na perewali, 1985;
- Malwy, 1968;
- Czerlene wyno, 1977;
- Manuskrpt z wulyci Ruskoji, 1979;
- Woda z kamenju, 1982;
- Czetwertyj wymir, 1984;
- Szramy na skali, 1986;
- Żurawlynyj kryk, 1988;
- Bo wijna-wijnoju..., 1991;
- Orda, 1992 (tłumaczenie polskie – 1993);
- Wohnenni stowpy;
- Czerez perewał;
- Neszczodennyj szczodennyk.